# محافظة شنترين
محافظة شنترين أو سَنْتَريم أو (نقحرة: سانتاريم) هي إحدى محافظات البرتغال. يبلغ عدد سكانها 475,344 نسمة. مساحتها 6747 كم².

## أعلام
- أفونسو الرابع ملك البرتغال